# Non lasciarmi
È un lento, musica d'atmosfera, tipicamente americano, e c'è quel verso che si ripete quando Judy canta «Non lasciarmi... Oh, tesoro... Non lasciarmi...» Avevo undici anni allora, non avevo molta dimestichezza con la musica, ma quella canzone, be', ne rimasi affascinata. Continuavo a riavvolgere il nastro esattamente nel punto dell'inizio, in modo da poterla ascoltare ogni volta che mi se ne offriva l'occasione.»
(Non lasciarmi, pag 76)
Non lasciarmi (Never Let Me Go) (2005) è un romanzo ucronico dello scrittore britannico di origini giapponesi Kazuo Ishiguro.
La storia è ambientata in un presente alternativo distopico ed è raccontata sotto forma di flashback dalla protagonista del libro, Kathy. Il titolo si riferisce ad una canzone, Never Let Me Go, della cantante Judy Bridgewater, che colpisce profondamente Kathy.
Il Time ha giudicato quest'opera come il migliore romanzo del 2005 e l'ha inserito nella lista dei cento migliori romanzi in lingua inglese pubblicati dal 1923 al 2005. Pubblicato per la prima volta in italiano nel 2006, nel 2010 ne è stato tratto un omonimo film diretto da Mark Romanek.

## Trama
Kathy, Tommy e Ruth sono tre studenti di Hailsham, un collegio immerso nella campagna inglese e completamente isolato dal mondo esterno. La loro educazione è affidata a dei tutori, che impartiscono loro lezioni di arte, storia e letteratura e incoraggiano la loro creatività: i loro lavori migliori vengono infatti selezionati dalla misteriosa "Madame" per essere conservati nella sua "galleria". In questo ambiente, apparentemente idilliaco, i tre ragazzi crescono sviluppando un legame che durerà per tutta la vita: Ruth e Kathy stringono una forte amicizia, mentre Tommy, pur nutrendo grande simpatia per Kathy, si fidanza con Ruth.
In seguito, i tre ragazzi lasciano Hailsham per andare a vivere nei "Cottages" (fattorie in campagna dove passano le giornate in ozio — mantenuti dallo Stato — e con una relativa libertà) prima di diventare "badanti" e poi "donatori"; questo infatti è il loro destino sin dalla nascita: sono dei cloni umani creati in laboratorio per donare i propri organi agli umani malati. Ciò fu rivelato loro dalla "guardiana" Miss Lucy, la quale fu in seguito licenziata. Nonostante questo i tre amici continuano a vivere con fatalismo e a sperare in un futuro diverso, che permetta loro di trovare un lavoro normale, il vero amore, e magari un rinvio delle donazioni. Infatti, Tommy, su suggerimento di due ex allievi della scuola più anziani, si convince che se una coppia di "donatori" potesse dimostrare di essere veramente innamorata, le sarebbe concesso un rinvio della donazione. L'atmosfera però non è più quella spensierata dell'infanzia, e i rapporti fra di loro iniziano a logorarsi sinché Kathy, dopo aver saputo da Ruth che a Tommy non piacciono le donne che fanno sesso con troppi uomini e che quindi non potrà mai amarla, decide di abbandonare i cottages e gli amici e diventare subito una badante, cioè di occuparsi dei donatori prima di diventarlo lei stessa. 
Qualche anno dopo Kathy incontra per caso in ospedale Ruth, ormai donatrice. Dopo qualche difficoltà iniziale le due ragazze recuperano la vecchia amicizia e vanno a trovare Tommy, che nonostante abbia già effettuato tre donazioni sembra stare relativamente bene. Ruth, che ormai sente di essere vicina alla morte, a causa di una donazione andata male, si scusa con Kathy per averla sempre tenuta lontano da Tommy, nonostante sapesse che loro due erano sempre stati innamorati l'uno dell'altra, e consegna loro l'indirizzo di "Madame" per chiedere un rinvio delle donazioni. Quando Ruth muore, Kathy va a cercare Tommy e diventa la sua assistente.
I due riescono finalmente a coronare il loro amore, ma sentono che il loro tempo a disposizione sta ormai per finire. Per ottenere un rinvio per Tommy i due ragazzi decidono di rivolgersi alla misteriosa "Madame" di Hailsham, convinti che il loro amore e i bei disegni del ragazzo sarebbero stati sufficienti a convincerla. L'incontro con Madame sarà però una cocente delusione: il loro destino non è modificabile e i rinvii non erano mai stati previsti. Scoprono inoltre che Hailsham era parte di un esperimento per dimostrare che anche i cloni hanno un'anima e una sensibilità artistica, ma che nonostante l'esperimento abbia avuto successo la società esterna non ha voluto rinunciare alle donazioni e ha deciso di chiudere la scuola. I due ragazzi, rassegnati, lasciano allora la casa di Madame - che viveva con la ex direttrice della loro scuola di Hailsham, Miss Emily - e si preparano ad affrontare il loro destino: Tommy morirà, come Ruth, a seguito di un'ultima donazione, mentre Kathy, terminati i suoi dodici anni come assistente, inizierà il suo percorso di donatrice.

## Riconoscimenti
Il Time ha giudicato quest'opera come il migliore romanzo del 2005 e l'ha inserito nella lista dei cento migliori romanzi in lingua inglese pubblicati dal 1923 al 2005. Nel 2006 ha vinto la quarta edizione del Premio letterario Merck Serono e nel 2005 è stato finalista al Man Booker Prize. In italiano, vedi: S. Manferlotti, Lo scacco della scienza per Ishiguro, in S.M., "Dal Mattino. Note per la letteratura 1989-2011", Napoli, Pironti, 2012, pp. 115–16.

## Adattamento cinematografico
Nel 2010 dal romanzo è stato tratto un omonimo film diretto da Mark Romanek e con protagonisti Carey Mulligan, Keira Knightley e Andrew Garfield. Il film, però, rivisita molte parti salienti del romanzo ed omette tantissime informazioni necessarie alla comprensione della storia e dei sentimenti dei protagonisti.